# Рамон, Томми
Томми Рамон (англ. Tommy Ramone); настоящее имя — Та́маш Э́рдейи (венг. Erdélyi Tamás) (29 января 1949, Будапешт, Вторая Венгерская Республика — 11 июля 2014, Нью-Йорк, США) — американский продюсер и музыкант венгерского происхождения. В течение четырёх лет Томми Рамон был барабанщиком панк-рок группы «Ramones».
В 1974 году, когда была образована группа Ramones, стал её менеджером, барабанщиком и сопродюсером первых трёх студийных и одного концертного альбомов. В 1978 году Томми был заменён другим барабанщиком, однако оставался менеджером и участвовал в производстве четвёртого альбома. В 1984 году стал продюсером восьмого альбома группы. Четырьмя годами ранее продюсировал альбомы групп The Replacements и Redd Kross. Время от времени Томми возвращался в группу в качестве музыканта.
Занимает 70 место в списке «100 величайших барабанщиков всех времён» по версии журнала Rolling Stone.

## Происхождение
Тамаш родился в Будапеште, Венгрия, в 1949 году в еврейской семье, пережившей Холокост благодаря соседям, укрывшим их, в то время как многие из родственников Эрдейи стали жертвами нацистов. Когда мальчику было четыре года, семья Тамаша перебралась в США; он вырос в Форест-Хилсе, Нью-Йорк. Во время обучения в средней школе Тамаш вместе с Джонни Каммингсом (позже ставшим «Джонни Рамоном») играл в группе «Tangerine Puppets». В 1970 году Тамаш сотрудничал с Джими Хендриксом во время записи альбома «Band of Gypsys».

## Продюсер и барабанщик «Ramones»
Когда «Ramones» впервые собрались вместе, с Джонни Рамоном на гитаре, Ди Ди Рамоном на басах и Джоуи Рамоном на барабанах, Томми должен был стать менеджером группы, но стал барабанщиком, когда стало понятно, что Джоуи не успевает «идти в ногу» с группой и ему лучше стать вокалистом. «Томми Рамон, который руководил нами, наконец, должен был сесть за барабаны, потому что никто больше не хотел этого делать», — позже вспоминал Ди Ди.
Он оставался в качестве барабанщика с 1974 по 1978 год; кроме того, он стал сопродюсером первых трёх студийных альбомов (Ramones, Leave Home и Rocket to Russia), а также концертного альбома It’s Alive.
В 2007 году в интервью Би-би-си Томми заявил, что группа находилась под сильным влиянием группы 70-х годов «New York Dolls», певца Лу Рида и художника Энди Уорхола. Он сказал: «Сцена, разработанная в CBGB не была подростковой или гаражной группы, там присутствовал интеллектуальный элемент и так оно и было для Ramones».

## За кулисами «Ramones»
Томми Рамон был заменен на барабанах в 1978 году Марки Рамоном, но Томми продолжал оставаться менеджером группы и участвовал в производстве четвёртого альбома Road to Ruin; позднее он вернулся в качестве продюсера при создании восьмого альбома Too Tough to Die в 1984 году.
Ди Ди в своих книгах выразил негодование по отношению к Томми за то, что был «цельным» больше, чем кто-либо в группе, будучи в состоянии приготовить себе ужин и организовывать свою жизнь в гораздо более функциональной манере, без психоза или проблем с наркотиками, которые были у самого Ди Ди. В отличие от всех остальных в группе, Томми был, казалось бы, «нормальным», несмотря на счета за вечеринки с группой и вождения их вокруг в своем автомобиле в первые дни.
Томми Рамон написал песню I Wanna Be Your Boyfriend и большую часть Blitzkrieg Bop, а басист Ди Ди предложил название. Он и Эд Стазиум исполнили все гитарные соло в альбомах, которые он выпустил, в то время, как Джонни Рамон в основном отыгрывал ритмы на гитаре.
В 1980 году он спродюсировал альбом Tim группы «The Replacements», а также альбом Neurotica группы «Redd Kross».
8 октября 2004 года он вновь сыграл с «Ramones», когда присоединился к Си Джею Рамону, Дениэлу Рею и Элвису Рамону на концерте «Ramones Beat Down On Cancer». В октябре 2007 года в интервью по продвижению «It’s Alive 1974—1996», двойного DVD с записью лучших выступлений группы, он отдал дань памяти умершим членам группы, сказав, что «они отдавали всё, что могли в каждом шоу».
Рамон и Клаудия Tьенан (ранее член группы «Simplistics»), объединившись, создали блюграсс фолк бенд «Uncle Monk». Рамон заявил: «Есть много общего между панк-музыкой и фолком. Оба этих доморощенных стиля музыки имеют энергию земли. И каждый может подобрать инструмент и начать играть». Он присоединился как автор песен к Крису Каслу, Гарту Хадсону, Ларри Кэмпбеллу и The Womack Family Band в июне 2011 года на студии Левона Хелма при записи альбома Касла Last Bird Home.

## Болезнь и смерть
Томми Рамон скончался в своём доме в Куинсе, Нью-Йорк, 11 июля 2014 года в возрасте 65 лет. До этого он был госпитализирован в хоспис, где получал поддерживающий уход в связи с раком желчных протоков.
The Independent писала: «До того, как Томми покинул группу, „Ramones“ уже стали одной из самых влиятельных панк-групп того времени, играя в печально известном клубе CBGB в Нью-Йорке, и гастролировали с каждым альбомом не переставая». В ответ на смерть Томми, на официальной странице группы в Твиттере были твиттнуты предыдущие цитаты участников группы, в том числе и собственный комментарий Томми о том, что Нью-Йорк был «идеальным местом, чтобы вырасти невротиком». Он также говорил: «Одной из причин, что Ramones были настолько уникальными и оригинальными было то, что они состояли из четырёх оригинальных и уникальных людей».
Кристофер Моррис писал в Variety: «Драйв Томми, его энергичная работа на барабанах были турбиной, которая питала четверых людей, одетых в кожу и их музыку». Биограф Эверетт Тру сказал Би-би-си: «Есть сотни, тысячи, миллионы мелодий, сквозящих в песнях Ramones… Вы слышали их влияние на протяжении всей рок-музыки с 1975 года… Вы слышите его везде».

## Дискография
- Ramones (1976)
- Leave Home (1977)
- Rocket to Russia (1977)
- It’s Alive (1979)
- Too Tough to Die (1984)
- NYC 1978 (2003)